# Morte a 33 giri
Morte a 33 giri (Trick or Treat) è un film del 1986 diretto da Charles Martin Smith. Il film ha incassato 6 797 218 dollari al botteghino.

## Trama
Eddie Weinbauer è un adolescente appassionato di musica heavy metal e ammiratore di Sammi Curr, un cantante contestato per i suoi atteggiamenti oltraggiosi e per la sua musica, accusata di deviare la mente dei giovani. La vita di Eddie non è delle più felici. A causa della musica che ascolta e per il suo abbigliamento, viene emarginato e continuamente insultato da un gruppo di bulli. Tuttavia, gli sono vicini il suo compagno di classe nerd Roger e Leslie Graham, una ragazza che lo difende dalle cattiverie dei suoi compagni.
Eddie viene a conoscenza della scomparsa del suo idolo, morto in un incendio, quando si reca dal suo amico Nuke, DJ alla radio WZLP e conoscente di Curr, che gli regala l'ultimo disco del cantante, l'unica matrice esistente al mondo. Nuke ha registrato il contenuto, che trasmetterà alla mezzanotte di Halloween, come omaggio a Curr.
L'amica Leslie lo invita ad un piscina party, dove trova ancora i bulli, che lo gettano in piscina. Rischia di annegare e viene salvato proprio da Leslie. Furibondo, abbandona il party giurando vendetta. Tornato a casa, Eddie si assopisce ascoltando l'album, ma si sveglia improvvisamente, notando strani suoni provenire dal disco. Il ragazzo prova a suonarlo al contrario e si accorge che Curr gli sta parlando dall'aldilà. Lo spirito del cantante aiuta Eddie, dandogli consigli su come vendicarsi delle angherie subite.
Con il passare del tempo, però, i rapporti tra Eddie e Curr si logorano, poiché quest'ultimo impone al ragazzo di punire anche Leslie, una delle poche persone che gli vogliono bene, ma il ragazzo rifiuta categoricamente. Vista questa opposizione, lo spirito di Sammi Curr provoca un terremoto nella stanza, facendo cadere un po' di soda sullo stereo e sul disco. Questo provoca un corto circùito, che riporta il cantante sulla terra.
Eddie chiede all'amico Roger di sbarazzarsi di una musicassetta dove è stato registrato l'ultimo disco di Curr: anche questa cassetta ha le stesse sinistre proprietà del disco. Roger non lo fa e la ascolta. Lo spirito di Sammi gli si manifesta e ordina di suonare la cassetta alla festa scolastica di Halloween, pena la morte. 
Roger obbedisce e Sammi riappare durante il concerto scolastico, uccidendo alcuni ragazzi del pubblico.
Alla fine, Roger riesce a togliere la corrente e far scomparire dalla scuola lo spirito di Sammi, che comincia a creare disordini in città.
Eddie cerca di ostacolarlo e riportarlo nell'aldilà.
Quando confessa tutta la storia a Leslie, si ricorda che Nuke aveva intenzione di mettere in onda il disco di Sammi Curr a mezzanotte, e decide di andare alla radio per impedirlo. Lascia Leslie davanti all'ingresso dello studio, chiedendole di contare fino a cento prima di entrare e distruggere tutte le cassette audio dove sono incise le canzoni. Intanto lui, su di una macchina della polizia rubata, accende la radio e invoca lo spirito del cantante e, quando questo si manifesta, si lancia in acqua da un ponte. Come il corto circùito dello stereo aveva fatto materializzare lo spirito, ora quello dell'impianto elettrico dell'auto lo fa finalmente sparire.

## Commenti
Il film è un omaggio al movimento heavy metal dell'epoca, all'inizio del film, vengono inquadrati vari poster di artisti del genere, tra questi si possono notare quelli di Dee Snider, Anthrax, Mötley Crüe, Ozzy Osbourne, Kiss e Judas Priest, oltre a quello del "fittizio" Sammi Curr. In una scena in cui la madre di Eddie entra in camera sua, la donna prende dei 33 giri ove sono osservabili le copertine di Killing Is My Business... And Business Is Good! (Megadeth), Defenders of the Faith (Judas Priest), Rise of the Mutants (Impaler), Unveiling the Wicked (Exciter), The Dungeons Are Calling (Savatage) e Seven Churches (Possessed) Non mancano guest star di un certo rilievo: Gene Simmons, bassista dei Kiss, recita nelle vesti di Nuke, e Ozzy Osbourne compare durante un dibattito televisivo nelle vesti di un reverendo, predicatore ostile alla musica heavy metal. Nel film avrebbe dovuto comparire anche Blackie Lawless leader dei W.A.S.P..
Il protagonista indossa una t-shirt nera con il logo della Alternative Tentacles, etichetta indipendente di San Francisco fondata da Jello Biafra e East Bay Ray dei Dead Kennedys.

## Colonna sonora

### Album
La colonna sonora originale del film è interamente firmata dalla band heavy metal britannica dei Fastway ed è stata distribuita su un LP del 1986 della Columbia (SC 40549) con il titolo "Trick Or Treat (Original Music Score)" 

#### Tracce
1. Trick Or Treat - 2:45
2. After Midnight - 3:37
3. Don`t Stop The Fight - 4:18
4. Stand Up - 4:05
5. Tear Down The Walls - 2:05
6. Get Tough - 3:29
7. Hold On To The Night - 3:21
8. Heft - 5:18
9. If You Could See - 4:34

## Distribuzione
Il film venne distribuito nelle sale cinematografiche italiane nel mese di agosto del 1987.

### Data di uscita
Le date di uscita internazionali nel corso degli anni sono state:
- 24 ottobre 1986 in USA (Trick or Treat)
- 24 luglio 1987 in Svezia (Tysta blodiga natt)
- 12 agosto 1987 in Italia
- 19 marzo 1988 in Giappone
- 16 febbraio 1990 in Portogallo (O Massacre de Halloween)

### Edizioni home video
- La prima pubblicazione italiana per il circuito home video è stata una videocassetta VHS distribuita nel mese di ottobre del 1988 dalla De Laurentiis Ricordi Video con il codice identificativo DEGA 174.
- Nel 2010 la Terminal Video ha distribuito per la prima volta in Italia il film in DVD (codice EAN: 8034108785530).
- Il 30 luglio 2014 è stato pubblicato in Italia dalla Cult Media il Blu-ray (codice EAN:8034108795539).